# Marte Olsbu Røiseland
Marte Olsbu Røiseland, (peut également s'écrire Roeiseland), née le 7 décembre 1990 à Arendal, est une biathlète norvégienne, triple championne olympique. 
Double médaillée d'argent en sprint et en relais mixte aux Jeux olympiques de Pyeonchang 2018, elle signe ses deux premières victoires en Coupe du monde les 21 et 22 décembre de la même année, en remportant le sprint et la poursuite de Nové Město. Plusieurs fois titrée avec la Norvège dans les différentes catégories de relais, elle obtient son premier titre individuel de championne du monde en 2020 à Anthloz-Anterselva sur l'épreuve du sprint. Elle réalise dans ces mondiaux un exploit totalement inédit en étant médaillée dans les sept épreuves qu'elle dispute. L'or dans tous les relais (dames, mixte et mixte simple) avec la Norvège, le bronze dans la poursuite et dans l'individuel, et pour finir un cinquième titre à l'arrivée de la mass-start.
La saison 2021-2022 est la meilleure de sa carrière en termes de constance des résultats, et la voit gagner le classement général, s'adjugeant le premier gros globe de cristal de sa carrière. Aux Jeux olympiques de Pékin 2022, elle remporte l'or du relais mixte avec Tiril Eckhoff, Tarjei Bø et Johannes Thingnes Bø, est médaillée de bronze de l'individuel, puis devient double championne olympique à titre individuel en remportant le sprint et la poursuite, avant de prendre une médaille de bronze supplémentaire dans la mass start. Elle est la première biathlète à remporter cinq médailles en six courses (dont trois titres) aux Jeux olympiques d'hiver. Marte Olsbu Røiseland prend sa retraite sportive au terme de la saison 2022-2023. 

## Carrière
Elle réside à Froland, où elle est membre du club local.
Sa première sélection en équipe nationale a lieu en 2011 à l'occasion des Championnats du monde junior où son meilleur résultat est une neuvième place sur l'individuel.
Elle fait ses débuts en Coupe du monde en novembre 2012 à Östersund, où elle marque ses premiers points avec une 28e place sur l'individuel. Olsbu s'impose ensuite sur deux courses de l'IBU Cup à Racines.
Lors de la saison 2013-2014 de Coupe du monde, elle obtient son premier classement dans les dix premières à l'issue du sprint de Pokljuka (10e). Aux Championnats d'Europe 2014 à Nové Město, elle remporte la médaille d'or sur le sprint et la médaille de bronze en relais. 
Elle obtient son premier podium de Coupe du monde en relais en février 2015.
Aux Championnats du monde 2016 à Holmenkollen, elle est médaillée de bronze avec le relais mixte avant de remporter le titre mondial sur le relais féminin lors duquel elle réussit, en position de dernière relayeuse norvégienne, à résister au retour de la Française Marie Dorin-Habert.
Une semaine plus tard, elle signe son premier podium individuel sur le sprint de Khanty-Mansiïsk. Lors des Jeux olympiques de PyeongChang 2018, elle remporte deux médailles d'argent : l'une sur le sprint (deuxième derrière Laura Dahlmeier), et l'autre en compagnie de Tiril Eckhoff, Johannes Thingnes Bø et Emil Hegle Svendsen sur le relais mixte remporté par la France. 
Mariée avec Sverre Røiseland en août 2018  et courant désormais sous son nouveau nom, Marte Olsbu Røiseland remporte la première victoire de sa carrière en Coupe du monde  le 21 décembre 2018, à 28 ans : elle domine le sprint de Nové Město avec un sans-faute au tir, s'imposant avec 4 secondes d'avance sur Laura Dahlmeier (1 faute) et 6 secondes sur Paulína Fialková (0 faute). Elle double son total dès le lendemain en s'imposant à l'arrivée de la poursuite, au sprint, face à Dorothea Wierer avec 2/10e d'avance. Victorieuse également du sprint de Soldier Hollow, elle connait avec la Norvège un succès collectif aux Championnats du monde d'Östersund, remportant les trois médailles d'or sur les relais, tandis que son meilleur résultat individuel est quatrième sur la poursuite.
Lors des championnats du monde 2020 à Anthloz-Anterselva, elle est à nouveau sacrée championne du monde de relais mixte avec la Norvège, puis remporte le lendemain son premier titre mondial individuel en gagnant le sprint. Elle poursuit son parcours sur le podium avec les médailles de bronze de la poursuite puis de l'individuel, avant de conserver avec  Johannes Thingnes Bø le titre mondial du relais mixte simple. Elle remporte ensuite le relais dames avec Synnøve Solemdal Tiril Eckhoff et Ingrid Landmark Tandrevold, puis achève les Mondiaux 2020 par une victoire dans la mass-start grâce à un folle remontée depuis la 22e place après les deux premiers tirs couchés. L'exploit est inédit : sept courses, sept médailles dont cinq en or. Ses performances exceptionnelles lors du grand rendez-vous de l'hiver ne lui permettent toutefois pas de terminer mieux que cinquième au classement général de la Coupe du monde 2019-2020.
En fin d'année 2020, Olsbu s'impose sur la poursuite, puis la mass-start de Hochfilzen et se rate sur une seule course (24e d'un individuel). À la trêve de Noël, elle pointe en tête du classement général de la Coupe du monde devant Hanna Öberg. Plus tard, aux Championnats du monde 2021 à Pokljuka, si elle conserve ses titres sur les relais mixte et féminin, elle échoue cependant dans sa quête de médaille individuelle, finissant au mieux quatrième de la mass-start. Sa compatriote Tiril Eckhoff, qui a dominé la compétition, prend le dossard de leader de la Coupe du monde. Marte Olsbu termine la saison de Coupe du monde 2020-2021 à la deuxième place du classement général, soit le meilleur classement final de sa carrière.
Alors qu'elle se dirige vers sa première victoire au classement général lors de la saison 2021-2022 avec six victoires et neuf podiums en quinze courses, Marte Olsbu Røiseland commence les Jeux olympiques de 2022 au Centre de ski nordique et de biathlon de Guyangshu avec la médaille d'or du relais mixte en compagnie de Tiril Eckhoff, Tarjei Bø et Johannes Thingnes Bø. Elle est ensuite médaillée de bronze de l'individuel puis, le 11 février, elle domine largement le sprint avec un sans-faute et le meilleur temps à ski pour remporter son premier titre olympique dans une épreuve individuelle. Avec le dossard no 1, elle domine deux jours plus tard la poursuite de bout en bout, remportant ainsi sa troisième médaille d'or, sa quatrième médaille en quatre courses. Avant les Jeux de Pékin, seul son compatriote Ole Einar Bjørndalen avait réussi pareil exploit (avec quatre médailles d'or) en 2002 à Salt Lake City. Seulement quatrième du relais féminin avec l'équipe de Norvège, Marte Oslbu Røiseland parvient à remporter une cinquième médaille le 18 février, en terminant 3e de la dernière épreuve, le départ groupé gagné par Justine Braisaz-Bouchet. Elle doit cependant partager ce nouveau record de cinq médailles en une olympiade avec Quentin Fillon Maillet et Johannes Thingnes Bø qui ont réalisé la même performance au cours de ces mêmes Jeux. Lauréate en fin de saison du gros globe de cristal et des petits globes du sprint et de la poursuite, elle reçoit ensuite la médaille Holmenkollen.
Après s'être interrogée sur la poursuite ou non de sa carrière, Marte Olsbu Røiseland décide de continuer en ciblant comme objectif les championnats du monde 2023. À la suite d'une préparation perturbée par un zona, elle décide de déclarer forfait pour le premier « trimestre » de la coupe du monde (fin d'année 2022),. Lors de son retour à la compétition en janvier, elle se rassure sur sa condition en vue des mondiaux, terminant le mois par deux top 5 à Antholz. Elle commence les championnats du monde par une médaille d'or avec l'équipe de Norvège sur le relais mixte. Puis, après une quatrième place sur le sprint, elle est médaillée de bronze sur la poursuite. Elle ne participe pas à l'individuel, privilégiant le relais mixte simple disputé le lendemain et qu'elle remporte en compagnie de JT Bø. Cet ultime titre, son treizième aux championnats du monde depuis 2016, est synonyme de record chez les femmes. À la reprise de la Coupe du monde à Nove Mesto en mars, elle réalise un nouveau doublé sprint-poursuite, ses premières victoires individuelles de l'hiver. Elle arrête sa carrière à l'issue de l'hiver, et s'en va sur un dernier podium de coupe du monde en terminant 2e de la mass-start finale à Oslo-Holmenkollen le 19 mars 2023.

## Vie personnelle
Elle est mariée à son compatriote Sverre Olsbu Røiseland. Celui-ci est notamment l'entraîneur de l'équipe nationale féminine d'Allemagne depuis 2022. En juin 2023, elle annonce qu'elle et son mari attendent leur premier enfant.

## Palmarès

### Jeux olympiques
| Édition \ Épreuve | Individuel                          | Sprint                             | Poursuite                      | Mass start                          | Relais | Relais mixte                       |
| ----------------- | ----------------------------------- | ---------------------------------- | ------------------------------ | ----------------------------------- | ------ | ---------------------------------- |
| Pyeongchang 2018  | 71e                                 | Médaille d'argent, Jeux olympiques | 4e                             | 8e                                  | 4e     | Médaille d'argent, Jeux olympiques |
| Pékin 2022        | Médaille de bronze, Jeux olympiques | Médaille d'or, Jeux olympiques     | Médaille d'or, Jeux olympiques | Médaille de bronze, Jeux olympiques | 4e     | Médaille d'or, Jeux olympiques     |

Légende :
- : première place, médaille d'or
- : deuxième place, médaille d'argent
- : troisième place, médaille de bronze

### Championnats du monde
| Édition \ Épreuve       | Individuel                | Sprint               | Poursuite                 | Mass start           | Relais               | Relais mixte              | Relais mixte simple              |
| ----------------------- | ------------------------- | -------------------- | ------------------------- | -------------------- | -------------------- | ------------------------- | -------------------------------- |
| Kontiolahti 2015        | —                         | 31e                  | 42e                       | —                    | 5e                   | —                         | Épreuve inexistante à cette date |
| Oslo-Holmenkollen 2016  | 42e                       | 11e                  | 16e                       | 7e                   | Médaille d'or, monde | Médaille de bronze, monde | Épreuve inexistante à cette date |
| Hochfilzen 2017         | 58e                       | 54e                  | 16e                       | 29e                  | 11e                  | 8e                        | Épreuve inexistante à cette date |
| Östersund 2019          | 23e                       | 25e                  | 4e                        | 7e                   | Médaille d'or, monde | Médaille d'or, monde      | Médaille d'or, monde             |
| Antholz-Anterselva 2020 | Médaille de bronze, monde | Médaille d'or, monde | Médaille de bronze, monde | Médaille d'or, monde | Médaille d'or, monde | Médaille d'or, monde      | Médaille d'or, monde             |
| Pokljuka 2021           | 20e                       | 6e                   | 9e                        | 4e                   | Médaille d'or, monde | Médaille d'or, monde      | —                                |
| Oberhof 2023            | —                         | 4e                   | Médaille de bronze, monde | 17e                  | 6e                   | Médaille d'or, monde      | Médaille d'or, monde             |

Légende :
- : première place, médaille d'or
- : troisième place, médaille de bronze
- — : non disputée par Olsbu
- : pas d'épreuve

### Coupe du monde
- Vainqueur du classement général (gros globe de cristal) en 2022.
- 2 petits globes de cristal :
  - Vainqueur du classement du sprint en 2022
  - Vainqueur du classement de la poursuite en 2022
- 81 podiums[17] : 
  - 44 podiums individuels : 19 victoires, 8 deuxièmes places et 17 troisièmes places.
  - 16 podiums en relais : 12 victoires, 3 deuxièmes places et 1 troisième places.
  - 13 podiums en relais mixte : 8 victoires, 2 deuxièmes places et 3 troisièmes places.
  - 8 podiums en relais simple mixte : 5 victoires, 1 deuxième place et 2 troisièmes places.

Palmarès au 19 mars 2023.

#### Détail des victoires
| Saison \ Épreuve | Individuel | Sprint                                    | Poursuite                                          | Mass start                        | Total |
| ---------------- | ---------- | ----------------------------------------- | -------------------------------------------------- | --------------------------------- | ----- |
| 2018-2019        |            | Nové Město Soldier Hollow                 | Nové Město                                         |                                   | 3     |
| 2019-2020        |            | Oberhof Antholz-Anterselva (Ch. du monde) |                                                    | Antholz-Anterselva (Ch. du monde) | 3     |
| 2020-2021        |            |                                           | Hochfilzen 1 Östersund                             | Hochfilzen                        | 3     |
| 2021-2022        |            | Le Grand-Bornand Oberhof Pékin (JO)       | Östersund Hochfilzen Oberhof Ruhpolding Pékin (JO) |                                   | 8     |
| 2022-2023        |            | Nové Město                                | Nové Město                                         |                                   | 2     |
| Total            | 0          | 8                                         | 9                                                  | 2                                 | 19    |

Dernière mise à jour le 4 mars 2023.

#### Classements en Coupe du monde
| Saison    | Individuel | Individuel | Individuel | Sprint  | Sprint | Sprint   | Poursuite | Poursuite | Poursuite | Mass start | Mass start | Mass start | Général | Général | Général  |
| Saison    | Courses    | Points     | Position   | Courses | Points | Position | Courses   | Points    | Position  | Courses    | Points     | Position   | Courses | Points  | Position |
| --------- | ---------- | ---------- | ---------- | ------- | ------ | -------- | --------- | --------- | --------- | ---------- | ---------- | ---------- | ------- | ------- | -------- |
| 2012-2013 | 1 / 3      | 13         | 51e        | 0 / 10  |        |          | 0 / 8     |           |           | 0 / 5      |            |            | 1 / 26  | 13      | 81e      |
| 2013-2014 | 0 / 2      |            |            | 5 / 9   | 47     | 53e      | 3 / 8     | 63        | 42e       | 0 / 3      |            |            | 8 / 22  | 112     | 53e      |
| 2014-2015 | 2 / 3      | -          | n.c.       | 10 / 10 | 75     | 44e      | 7 / 7     | 77        | 29e       | 0 / 5      |            |            | 19 / 25 | 152     | 44e      |
| 2015-2016 | 3 / 3      | 8          | 56e        | 8 / 9   | 139    | 22e      | 6 / 8     | 141       | 19e       | 2 / 5      | 64         | 25e        | 19 / 25 | 352     | 22e      |
| 2016-2017 | 3 / 3      | 39         | 29e        | 9 / 9   | 172    | 14e      | 8 / 9     | 236       | 7e        | 5 / 5      | 106        | 16e        | 25 / 26 | 553     | 12e      |
| 2017-2018 | 2 / 2      | 46         | 14e        | 7 / 8   | 115    | 21e      | 5 / 7     | 131       | 14e       | 5 / 5      | 158        | 8e         | 19 / 22 | 450     | 14e      |
| 2018-2019 | 3 / 3      | 67         | 13e        | 9 / 9   | 326    | 3e       | 8 / 8     | 312       | 2e        | 5 / 5      | 161        | 4e         | 25 / 25 | 855     | 4e       |
| 2019-2020 | 3 / 3      | 99         | 6e         | 5 / 8   | 248    | 4e       | 3 / 5     | 104       | 14e       | 3 / 5      | 146        | 8e         | 14 / 21 | 597     | 5e       |
| 2020-2021 | 3 / 3      | 38         | 31e        | 10 / 10 | 304    | 2e       | 8 / 8     | 319       | 2e        | 5 / 5      | 175        | 4e         | 26 / 26 | 963     | 2e       |
| 2021-2022 | 1 / 2      | 31         | 21e        | 9 / 9   | 412    | 1re      | 7 / 7     | 380       | 1re       | 3 / 4      | 134        | 4e         | 20 / 22 | 957     | 1re      |
| 2022-2023 | '          | '          | 24e        | '       | '      | 14e      | '         | '         | 11e       | '          | '          | 9e         | '       | '       | 15e      |

#### Résultats détaillés en Coupe du monde
| 2012-2013 |        |        |         |        |        |         |        |        |        |        |        |        |        |        | .      | .      | .       | .      |        |        |        |         |         |         |        |         |    | 81e |
| 2012-2013 | IN 28e | SP     | PU      | SP     | PU     | SP      | PU     | MS     | SP     | PU     | SP     | MS     | SP     | PU     | SP     | PU     | IN      | MS     | SP     | PU     | MS     | IN      | SP      | SP      | PU     | MS      |    | 81e |
| 2013-2014 |        |        |         |        |        |         |        |        |        |        |        |        |        |        | .      | .      | .       | .      |        |        |        |         |         |         |        |         |    | 53e |
| 2013-2014 | IN     | SP     | PU Ann. | SP     | PU     | SP 45e= | PU 21e | SP     | PU     | MS     | IN     | PU     | SP     | PU     | SP     | PU     | IN      | MS     | SP 10e | PU 28e | MS     | SP 24e  | SP 42e  | PU 10e  | SP 71e | PU      | MS | 53e |
| 2014-2015 |        |        |         |        |        |         |        |        |        |        |        |        |        |        |        |        |         |        | .      | .      | .      | .       |         |         |        |         |    | 44e |
| 2014-2015 | IN 68e | SP 56e | PU 35e  | SP 23e | PU 45e | SP 29e  | PU 16e | MS     | SP 49e | MS     | SP 30e | MS     | SP 35e | PU 16e | SP 24e | PU 27e | IN 50e  | SP 61e | SP 30e | PU 41e | IN     | MS      | SP 53e  | PU 34e  | MS     |         |    | 44e |
| 2015-2016 |        |        |         |        |        |         |        |        |        |        |        |        |        |        |        |        |         |        |        | .      | .      | .       | .       |         |        |         |    | 22e |
| 2015-2016 | IN 65e | SP 26e | PU 7e   | SP 71e | PU     | SP 48e  | PU 29e | MS     | SP 25e | PU 19e | MS     | IN 33e | MS     | SP 11e | PU 29e | SP 61e | MS 13e  | SP     | PU     | SP 11e | PU 16e | IN 42e  | MS 7e   | SP 3e   | PU 8e  | MS Ann. |    | 22e |
| 2016-2017 |        |        |         |        |        |         |        |        |        |        |        |        |        |        |        | .      | .       | .      | .      |        |        |         |         |         |        |         |    | 12e |
| 2016-2017 | IN 15e | SP 61e | PU      | SP 3e  | PU 9e  | SP 23e  | PU 18e | MS 5e  | SP 24e | PU 7e  | MS 10e | SP 17e | PU 9e  | IN 28e | MS 28e | SP 54e | PU 16e  | IN 58e | MS 29e | SP 24e | PU 9e  | SP 31e  | PU 23e  | SP 6e   | PU 6e  | MS 16e  |    | 12e |
| 2017-2018 |        |        |         |        |        |         |        |        |        |        |        |        |        |        |        | .      | .       | .      | .      |        |        |         |         |         |        |         |    | 14e |
| 2017-2018 | IN 10e | SP 7e  | PU 3e   | SP 13e | PU 5e  | SP 41e  | PU 45e | MS 11e | SP     | PU     | IN 26e | MS 15e | SP 65e | PU     | MS 4e  | SP 2e  | PU 4e   | IN 71e | MS 8e  | SP 21e | MS 6e  | SP 41e  | PU 19e  | SP 10e  | PU 20e | MS 20e  |    | 14e |
| 2018-2019 |        |        |         |        |        |         |        |        |        |        |        |        |        |        |        |        |         |        |        | .      | .      | .       | .       |         |        |         |    | 4e  |
| 2018-2019 | IN 21e | SP 23e | PU 5e   | SP 47e | PU 30e | SP 1er  | PU 1er | MS 13e | SP 4e  | PU 12e | SP 4e  | MS 8e  | SP 3e  | PU 4e  | MS 10e | SI 12e | SP Ann. | SP 1er | PU 4e  | SP 25e | PU 4e  | IN 23e  | MS 7e   | SP 6e   | PU 4e  | MS 9e   |    | 4e  |
| 2019-2020 |        |        |         |        |        |         |        |        |        |        |        |        |        | .      | .      | .      | .       |        |        |        |        |         |         |         |        |         |    | 5e  |
| 2019-2020 | SP 2e  | IN 19e | SP 7e   | PU 17e | SP     | PU      | MS     | SP 1er | MS 3e  | SP 6e  | PU 9e  | IN 12e | MS 6e  | SP 1er | PU 3e  | IN 3e  | MS 1er  | SP     | MS     | SP     | PU     | SP Ann. | PU Ann. | MS Ann. |        |         |    | 5e  |
| 2020-2021 |        |        |         |        |        |         |        |        |        |        |        |        |        |        |        | .      | .       | .      | .      |        |        |         |         |         |        |         |    | 2e  |
| 2020-2021 | IN 24e | SP 2e  | SP 4e   | PU 2e  | SP 4e  | PU 1er  | SP 3e  | PU 7e  | MS 1er | SP 5e  | PU 2e  | SP 8e  | MS 7e  | IN 31e | MS 7e  | SP 6e  | PU 9e   | IN 20e | MS 4e  | SP 7e  | PU 3e  | SP 14e  | PU 4e   | SP 6e   | PU 1er | MS 29e  |    | 2e  |
| 2021-2022 |        |        |         |        |        |         |        |        |        |        |        |        |        |        |        | .      | .       | .      | .      |        |        |         |         |         |        |         |    | 1er |
| 2021-2022 | IN 10e | SP 3e  | SP 12e  | PU 1er | SP 3e  | PU 1er  | SP 1er | PU 4e  | MS 6e  | SP 1er | PU 1er | SP 2e  | PU 1er | IN     | MS     | IN 3e  | SP 1er  | PU 1er | MS 3e  | SP 8e  | PU 4e  | SP 10e  | MS 3e   | SP 3e   | PU 2e  | MS 3e   |    | 1er |
| 2022-2023 |        |        |         |        |        |         |        |        |        |        |        |        |        |        | .      | .      | .       | .      |        |        |        |         |         |         |        |         |    |     |
| 2022-2023 | IN     | SP     | PU      | SP     | PU     | SP      | PU     | MS     | SP 16e | PU 8e  | IN 8e  | MS     | SP 4e  | PU 5e  | SP 4e  | PU 3e  | IN      | MS 17e | SP 1er | PU 1er | IN 55e | MS 4e   | SP 32e  | PU      | MS 2e  |         |    |     |

### Championnats d'Europe Open
| Édition \ Épreuve | Individuel | Sprint                | Poursuite | Relais                     |
| ----------------- | ---------- | --------------------- | --------- | -------------------------- |
| Bansko 2013       | 19e        | 9e                    | 13e       | 4e                         |
| Nové Město 2014   | 14e        | Médaille d'or, Europe | 7e        | Médaille de bronze, Europe |

### IBU Cup
- 32 courses entre 2010 et 2014
  - 4 podiums individuels, dont 2 victoires: sprint et poursuite de Ridnaun-Val Ridanna en 2012

### Championnats du monde juniors
| Édition \ Épreuve | Individuel | Sprint | Poursuite | Relais |
| ----------------- | ---------- | ------ | --------- | ------ |
| Nové Město 2011   | 9e         | 37e    | 27e       | —      |

### Championnats de Norvège
- 8 titres de championne de Norvège
  - Individuel en 2014
  - Sprint en 2015 et 2018
  - Poursuite en 2015 et 2018
  - Mass start en 2016, 2017 et 2018

## Distinctions
- Championne des championnes de L'Équipe (Monde) 2020.